# Plinio Antolini
| (12777) Manuel                                        | 27. August 1994    | [1] |
| (21308) 1996 XG5                                      | 2. Dezember 1996   | [2] |
| (29356) Giovarduino                                   | 25. September 1995 |     |
| (96307) 1996 XT2                                      | 4. Dezember 1996   | [2] |
| - [1] mit Giovanni Zonaro - [2] mit Flavio Castellani |                    |     |

Plinio Antolini (* 21. Oktober 1920 in Breonio; † 1. Juni 2012) war ein italienischer Amateurastronom und Asteroidenentdecker.
Er war Mitglied der Gruppo Italiano Astrometristi und benutzt das Pleiaden-Observatorium in Verona (IAU-Code 112).
Im Zeitraum von 1994 bis 1996 identifizierte er dort zusammen mit Kollegen insgesamt 4 Asteroiden.